# St Kitts and Nevis Patriots
Die St Kitts and Nevis Patriots (oft nur Patriots) sind ein T20-Cricketteam aus St. Kitts und Nevis. Das Team wurde 2015 gegründet und spielt in der Caribbean Premier League. Das Franchise konnte neu gegründet werden und an der CPL teilnehmen, weil das Franchise Antigua Hawksbills wegen zu schlechter Leistung aufgelöst wurde. Das Heimatstadion ist das Warner Park Stadion in Basseterre.

## Abschneiden in der CPL
| Jahr | Spiele | Siege | Niederlagen | No Result | Endplatzierung (Vorrunde) |
| ---- | ------ | ----- | ----------- | --------- | ------------------------- |
| 2015 | 10     | 4     | 6           | 0         | Vorrunde (6/6)            |
| 2016 | 10     | 2     | 8           | 0         | Vorrunde (6/6)            |
| 2017 | 10     | 6     | 3           | 1         | Finale (2/6)              |
| 2018 | 10     | 5     | 4           | 1         | Halbfinale (4/6)          |
| 2019 | 10     | 5     | 5           | 0         | Viertelfinale (3/6)       |
| 2020 | 10     | 1     | 8           | 1         | Vorrunde (6/6)            |